# Claire de Lamirande
Pour les articles homonymes, voir Lamirande.
Claire de Lamirande est une romancière québécoise, née à Sherbrooke le 6 août 1929 et morte le 15 décembre 2009,.

## Biographie
Dessinatrice de formation depuis 1946, elle a fait des études en dessin, en peinture et en sculpture au Musée des beaux-arts de Montréal. Elle a également obtenu une maîtrise ès arts à l'Université de Montréal en 1951. Elle a collaboré à la revue La Nouvelle Barre du jour et au journal Le Devoir, a participé fréquemment à des tables rondes sur le roman québécois et a organisé des rencontres avec des étudiants des niveaux secondaire et collégial. Elle a aussi été membre du bureau de direction de l'« Union des écrivaines et des écrivains québécois ».
Le fonds d'archives de Claire de Lamirande est conservé au centre d'archives de Montréal des Bibliothèque et Archives nationales du Québec.

## Appréciation
Bien que « [d]ans l'Histoire de la littérature québécoise (Boréal) elle n'avait droit qu'à une mention de son nom, au milieu de quelques autres romancières », Gilles Marcotte « n'hésite pas à lui faire une place parmi les œuvres les plus importantes de la littérature québécoise de la fin du vingtième siècle ». Selon Marcotte, « elle pratiquait une écriture légère, paradoxale, voire déroutante, avec, parfois, une ironie à peine perceptible ».

## Œuvre
Elle est l'auteur d'une douzaine de romans :
- Aldébaran, ou La fleur (1968)
- Le Grand élixir (1969) (postfacé par A.Vanasse (1980) avec la mention « Roman » sur la couverture)
- La Baguette magique (1971)
- Jeu de clefs (1974)
- La Pièce montée (1975)
- Signé de biais (1976)
- L'Opération fabuleuse (1978)
- Papineau (1980)
- L'Occulteur (1982)
- La Rose des temps (1984)
- Voir le jour (1986)
- Neige de mai (1988)